# Obščitnica
Obščitnica (lat.: glandulae parathyroideae) je iz enega ali dveh parov ovalnih žlez z notranjim izločanjem, ki navadno ležijo na zadajšnji površini ščitnice, redkeje pa znoraj ščitnice. Izločajo parathormon (PTH), ki zvišuje krvno koncentracijo kalcija. 
Obščitnice se nahajajo pri sesalcih in ptičih.

## Anatomija
Pri človeku so povečini prisotne štiri obščitnice, lahko pa tudi šest ali osem. Histološko jih lahko relativno zlahka ločimo od ščitničnega tkiva; celice v obščitnici ležijo tesno druga ob drugi in ne tvorijo koloidnih struktur, ki so sicer prisotne v ščitnici. Razločitev obščitnic od ščitnice ali maščevja na pogled, na primer med operacijo, ni tako enostavna. 
Tkivo obščitnic sestavljata dve vrsti celic:
| Ime                       | Obarvanost | Številčnost | Velikost | Vloga           |
| glavne obščitnične celice | temnejše   | številne    | manjše   | proizvajajo PTH |
| oksifilne celice          | svetlejše  | malo        | večje    | neznana         |

## Preiskave
Funkcijo obščitnic navadno opredelijo naslednje vrednosti:
- krvna koncentracija kalcija,
- krvna koncentracija fosfatov,
- krvna koncentracija parathormona.

Druge preiskave, ki se uporabljajo za ugotavljanje stanja obščitnic:
- ultrazvok,
- scintigrafija z MIBI,
- računalniška tomografija,
- magnetnoresonančna tomografija,
- odvzem krvi iz jugularne vene,
- uporaba protiteles.

## Bolezni
Najpogostejša bolezen obščitnice je hiperparatiroidizem – gre za čezmerno izločanje parathormona, posledica česar je fibroznocistični osteitis. Hipoparatiroidizem (zmanjšana funkcija obščitnic) je veliko redkejši in je običajno iatrogenega nastanka (na primer po operaciji ščitnice). Hipoparatiroidizem je lahko tudi posledica avtoimune bolezni. Zaradi znižane koncentracije parathormona v krvi se pojavi hipokalciemija; pri hujših oblikah nastopijo krči, lahko pa pride tudi do odpovedi srca.